# Maserati 4CLT/48
La Maserati 4CLT/48 est une voiture de course monoplace de la marque italienne Maserati. C'est une évolution importante de la voiture initialement introduite avant-guerre, la Tipo 4CL.
Sa dénomination « 4CLT » signifie 4 Cylindres, Linguette (linguet sur la queue de soupape), Tubolare (châssis tubulaire).

## La genèse
La Maserati 4CLT trouve ses origines dans les expériences conduites en 1947 par Ernesto Maserati avec les structures multitubulaires, le vilebrequin équipé de paliers à rouleaux aux têtes de bielle et le compresseur à deux étages. Cette année-là, une Maserati 4CL modifiée fait ses débuts avec Villoresi à la Temporada en Argentine. Plus tard quand les frères Maserati quittent la société, pour aller fonder O.S.C.A., un nouveau châssis multitubulaire et le compresseur à double étage sont essayés dans une 4CL par Alberto Ascari au Grand Prix de la Marne, Circuit de Reims-Gueux, malheureusement sans terminer la course (abandon au 26e tour sur les 51 à courir).
Une refonte de la suspension arrière sera ensuite réalisée. Maintenant composée de bras en acier forgé mais conservant son pont rigide et ses ressorts en porte-à-faux associés à des amortisseurs hydrauliques, la 4CLT/48 fait ses débuts sur le circuit de San Remo et restera la « San Remo » dans toutes les évolutions qui suivront.
De nouveaux développements arrivent en 1949 ; les freins à tambour sont munis d'ailettes de refroidissement et la commande de direction sera modifiée ainsi que la position du réservoir d’huile, ce qui amènera à parler du modèle 4CLT/49. 
Deux autres modifications viendront s’appliquer sur ce modèle :
1. La première pour répondre au règlement de la Temporada en Argentine et plus particulièrement sur un aspect du règlement « formule libre » qui permet d’accroître la cylindrée à 1 720 cm3 par une augmentation de la course à 90 mm. Ceci permet de porter la puissance délivrée par le moteur à 290 ch. Deux modèles seront construits, ils prendront le nom de 4CLT/50. Le moteur sera utilisé plus tard pour la voiture « Italcorse II » de Piero Taruffi en 1951.
2. Enrico Plate modifie le moteur en retirant les compresseurs et en augmentant la cylindrée qui passe à 2 000 cm3 avec un taux de compression de 14 :1 et un empattement réduit. Ceci permet à la Maserati-Plate de courir en Formule 2.

## Les pilotes célèbres
- Juan Manuel Fangio
- Alberto Ascari
- Giuseppe Farina
- José Froilán González
- Louis Chiron,
- Prince Bira,
- Emmanuel de Graffenried,
- Antoine Branca,
- Franco Rol,
- Paul Pietsch,
- David Murray,
- Nello Pagani,
- Reg Parnell,
- Alberto Crespo,
- Bobby James,
- Samuel Welcome

## Les épreuves gagnées
- 4e Grand Prix du Roussillon, Perpignan, Juan Manuel Fangio
- 2e British Grand Prix, Silverstone, Emmanuel de Graffenried
- 11e Grand Prix d´Albi, Juan Manuel Fangio
- 2e Grand Prix de Lausanne, Circuit du Léman, Giuseppe Farina
- 2e Goodwoood Trophy, Reg Parnell
- 11e Grand Prix Automobile de Pau, Juan Manuel Fangio
- 2e Richmond Trophy, Goodwood, Reg Parnell
- 5e Circuit des Remparts, Angoulême, Juan Manuel Fangio
- 1er Nottingham Trophy, Gamston, David Hampshire
- 3e Richmond Trophy, Circuit de Goodwood, Prince Bira
- 5e Grand Prix de Paris, Montlhéry, Giuseppe Farina
- 1er Scottish Grand Prix, Winfield, Philip Fotheringham-Parker